# Pistole vz. 50
Die Pistole vz. 50, zivile Bezeichnung ČZ 50, ist eine tschechoslowakische Selbstladepistole im Kaliber 7,65 × 17 mm.

## Geschichte
Die ČZ 50 wurde von den Brüdern Jan und Jaroslav Kratochvíl zwischen 1947 und 1948 in der tschechischen Waffenfabrik Česká zbrojovka in Strakonice entwickelt. Die Kratochvíls übernahmen das Konstruktions- und Funktionsprinzip der Walther-Pistolen PP und PPK. Bis 1953 wurden die Pistolen in Strakonice, danach in Prag hergestellt. Sie wurden von der tschechischen Polizei verwendet und in großer Zahl exportiert. 1970 wurde die Waffe in Details überarbeitet und bis 1983 als ČZ 70 hergestellt. Die Gesamtstückzahl belief sich auf etwa 270.000 Stück.

## Technik

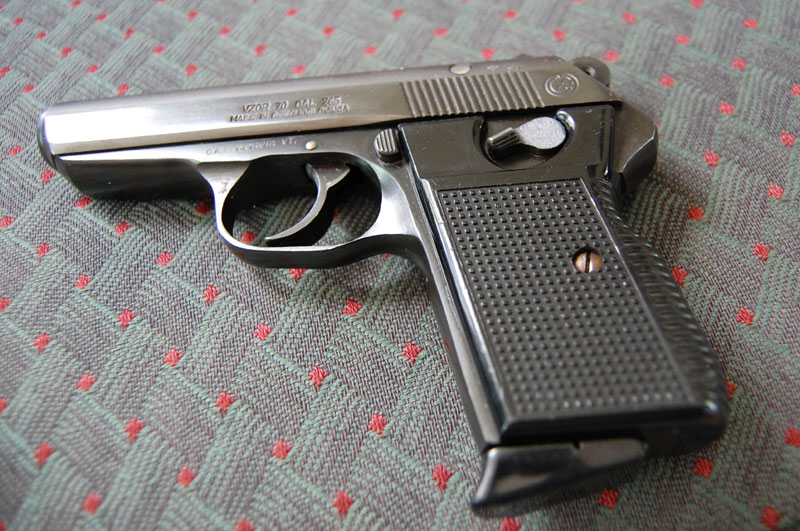
ČZ 70

Die Pistole ist ein Rückstoßlader mit unverriegeltem Masseverschluss. Die ČZ 50 ist ein Abzugsspanner, die Schließfeder steckt auf dem Lauf. Die Waffe besteht aus 48 (im Gegensatz zur PPK mit 41) Einzelteilen. Der Sicherungshebel befindet sich auf der linken Seite des Rahmens, unter dem Schlitten. Die Sicherung blockiert den Schlagbolzen bis zur beabsichtigten Schussabgabe. Dadurch kann die Pistole geladen und gespannt geführt werden. Wie bei den Walther-Pistolen ist die untere Position gesichert, die obere entsichert. Der Abzugsbügel ist Bestandteil des Rahmens. Um die Waffe zerlegen zu können, befindet sich auf der rechten Seite oberhalb des Abzugsbügels ein Entsperrhebel. Der Rahmen ist auf der rechten Seite offen und mit einer Abdeckplatte versehen. Die Visierung besteht aus einem mit dem Schlitten aus dem Ganzen gefrästen Korn und einer in eine Ausfräsung am Ende des Schlittens eingesetzten Schwalbenschwanzkimme.

## Varianten
Die ČZ 70 entspricht in Abmessungen und konstruktivem Aufbau der ČZ 50. Die Kunststoffgriffschalen wurde ergonomischer gestaltet und mit Fischhaut anstelle der horizontalen Riffelung versehen. Die Teile sind weitgehend austauschbar. Viele ältere ČZ 50 wurden mit den Griffschalen der ČZ 70 ausgestattet.